# میدان مردکا (جاکارتا)
میدان مردکا (اندونزیایی: Medan Merdeka یا Lapangan Merdeka) میدانی بزرگ است که در مرکز شهر جاکارتا، اندونزی واقع شده است. مردکا کلمه اندونزیایی به معنای آزادی یا استقلال است. این‌میدان که دارای مساحت تقریبی یک کیلومتر مربع است با در نظر گرفتن زمین‌های اطراف میدان مردکا، یکی از بزرگ‌ترین میدان‌های جهان محسوب می‌شود. با مساحت ۷۵ هکتار، بیش از پنج برابر میدان تیان‌آنمن در چین و ۱۲ برابر میدان کنکورد در پاریس است.
در مرکز میدان یادبود ملی قرار گرفته است. محوطه عمومی سنگفرش شده اطراف این بنای یادبود اغلب میزبان رویدادهای ملی همچون رژه نظامی و مسیر حرکت کارناوال و جشنواره‌ها، و همچنین تظاهرات مدنی است. در اطراف بنای یادبود، اکنون پارکی با فواره موزیکال در ضلع غربی قرار دارد و محوطه حصار کشیده شده‌ای برای گوزن‌ها در نظر گرفته شده است که گوزن‌ها در گوشه جنوب شرقی در میان درختان سایه‌دار پرسه می‌زنند. این میدان به ویژه در آخر هفته‌ها، مقصد محبوبی برای ورزش و تفریح اهالی جاکارتا است.
اطراف این میدان را ساختمان‌های مهم دولتی همچون کاخ مردکا، موزه ملی، کتابخانه ملی، سیتی هال جاکارتا، مسجد استقلال، دیوان عالی کشور و وزارتخانه‌های مختلف دولتی دربر گرفته است. در دوران استعمار هند شرقی هلند، این میدان کونینگسپلین (Koningsplein) (میدان پادشاه) نامیده می‌شد.